# Ngangla
Ngangla – gewog w dystrykcie Żemgang, w Bhutanie. Według danych z 2017 roku liczył 2256 mieszkańców.